# Stachys
Betonica (nome scientifico Stachys L., 1753) è un genere di piante Spermatofite Dicotiledoni appartenenti alla famiglia delle Lamiaceae dall'aspetto di piccole erbacee perenni o annuali.

## Etimologia
Il nome del genere deriva dal greco e significa "simile alla spiga di grano" in riferimento alla particolare forma dell'infiorescenza di questi fiori. I nomi comuni (Betonica o Vettonica) potrebbero derivare (secondo Plinio) dalla tribù dei Vettoni (di origine Iberica).
Il nome scientifico è stato definito da Linneo (1707 – 1778) nella pubblicazione "Species Plantarum - 2: 580." del 1753

## Descrizione

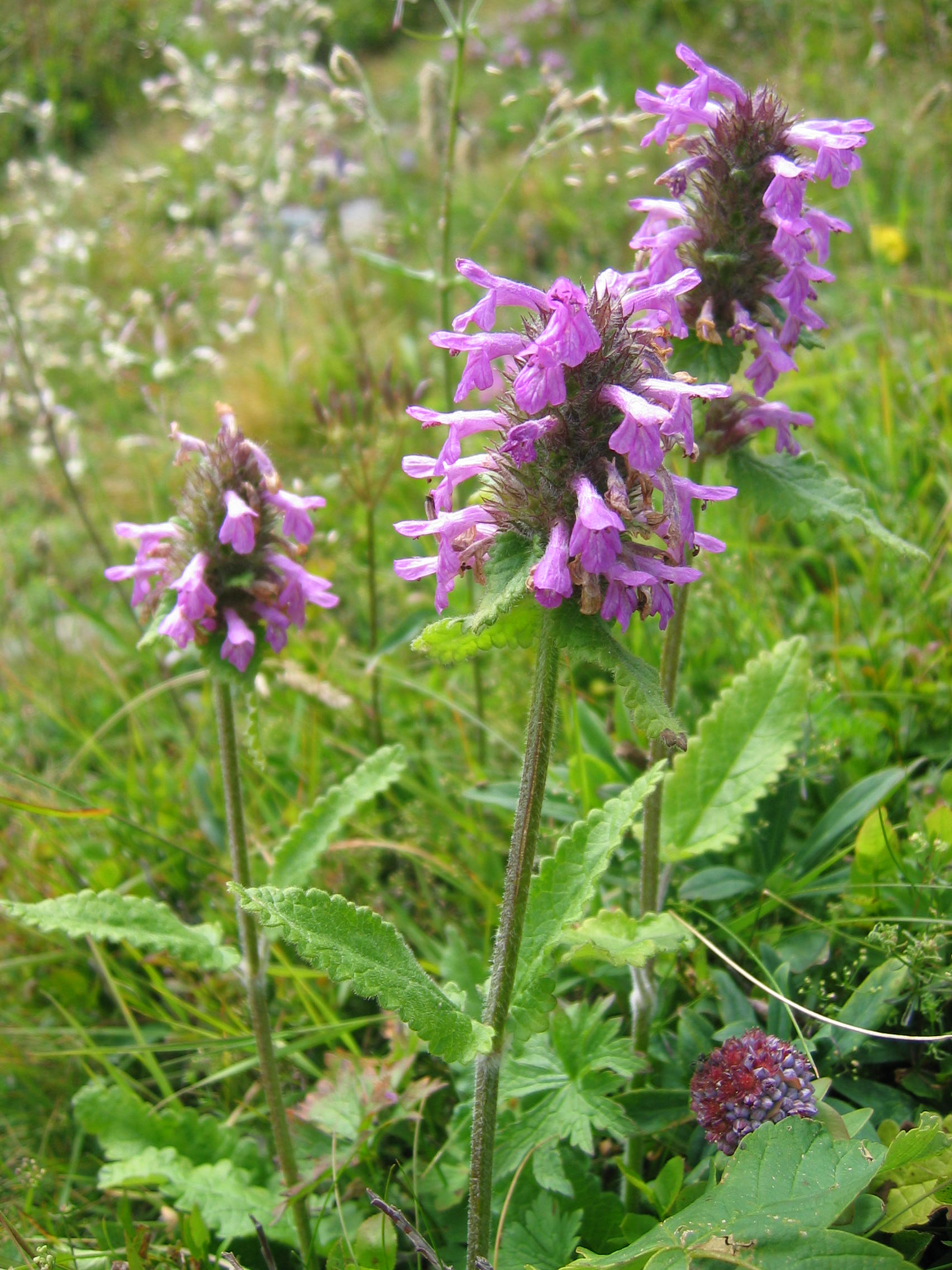
Il portamento
Stachys pradica

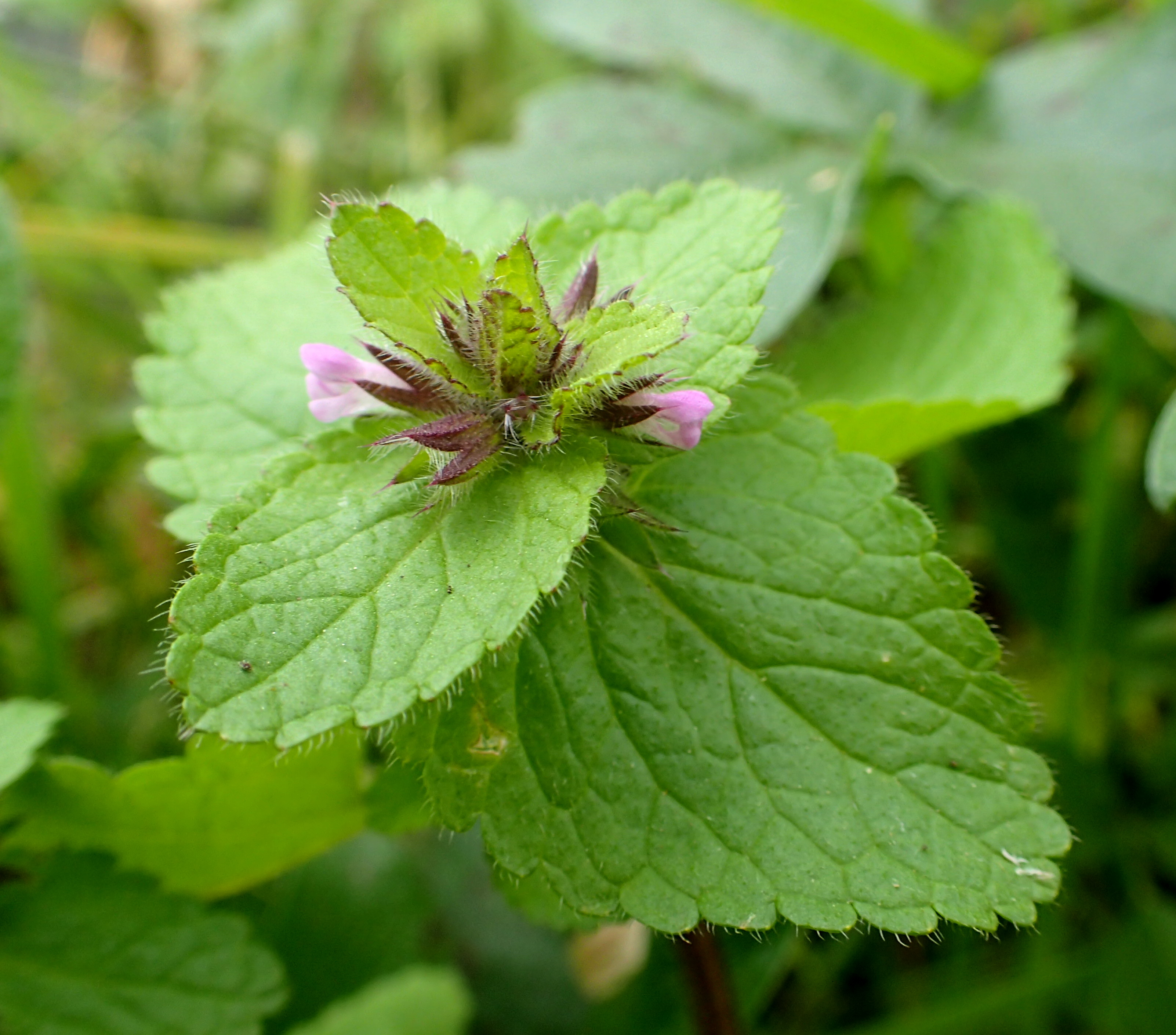
Le foglie
Stachys arvensis

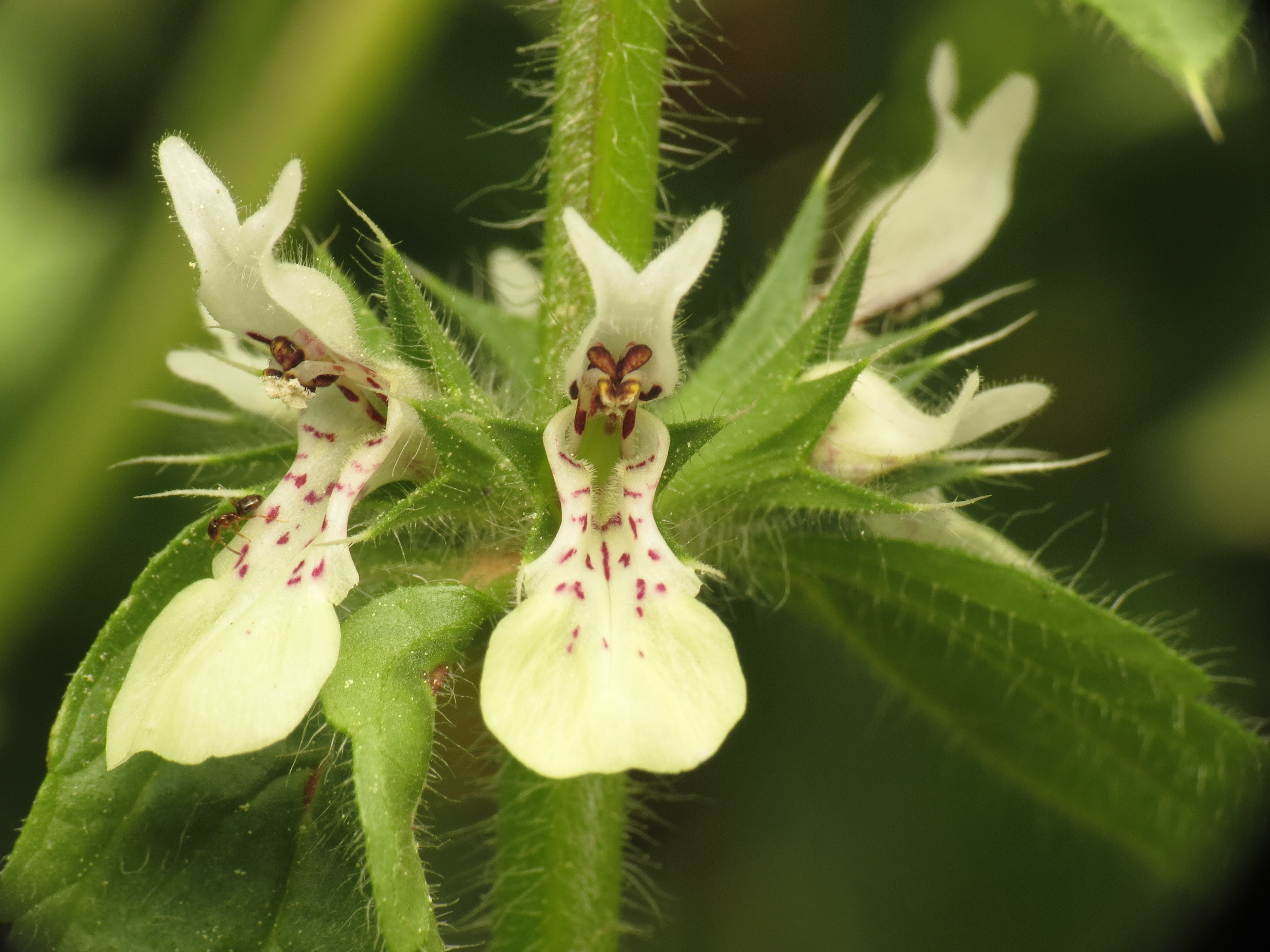
Infiorescenza
Stachys ocymastrum

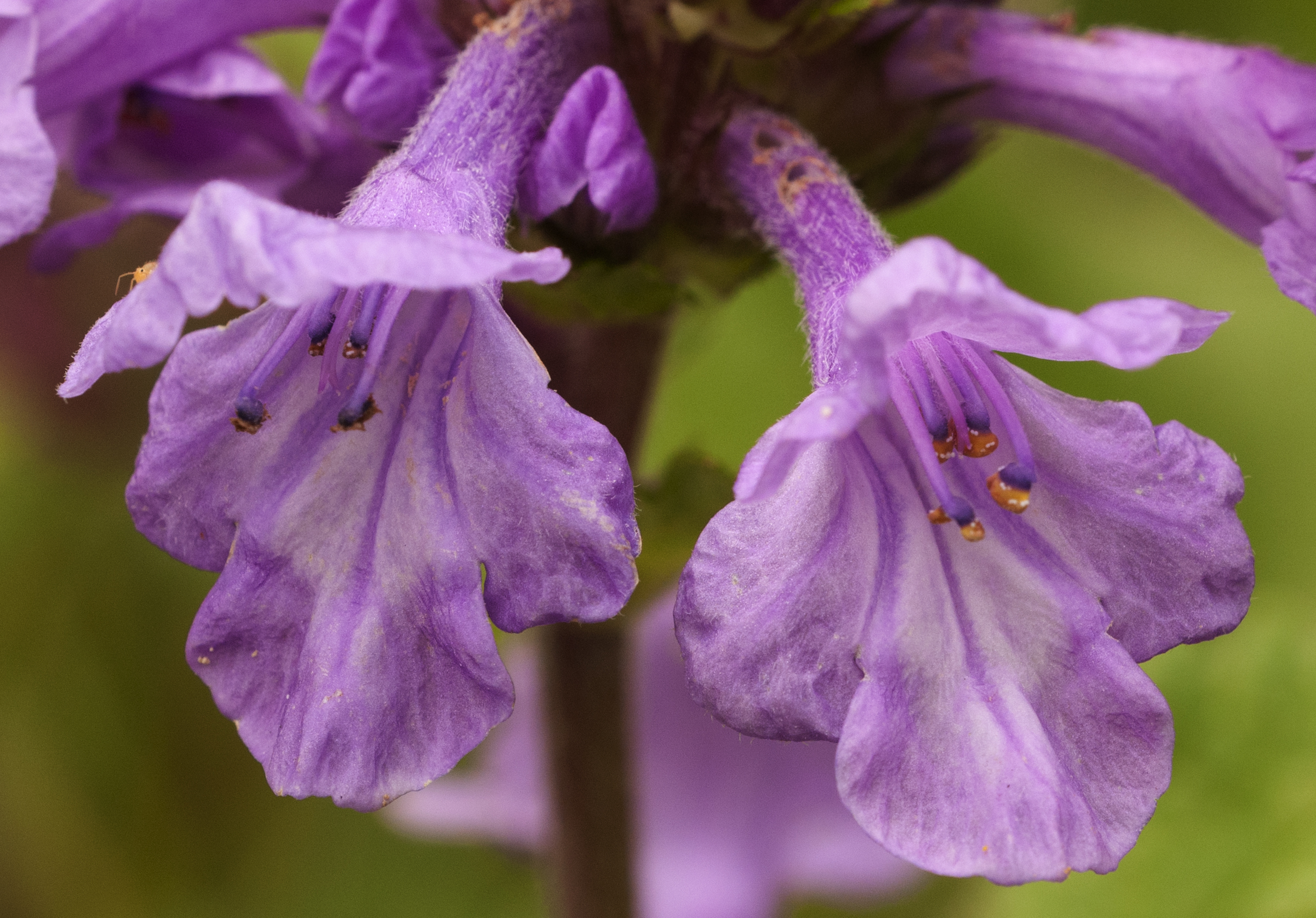
I fiori
Stachys macrantha

Le specie di questo genere non sono molto alte (al massimo 1 metro) ed hanno un portamento tipicamente erbaceo sia annuo che perenne. La forma biologica prevalente è emicriptofita scaposa (H scap), ossia in generale sono piante erbacee, a ciclo biologico perenne, con gemme svernanti al livello del suolo e protette dalla lettiera o dalla neve e sono dotate di un asse fiorale eretto e spesso privo di foglie. Ma sono presenti anche altre forme biologiche come terofite scapose (T scap), ossia annuali e anche camefite fruticose (Ch frut), ossia piante perenni e legnose con un aspetto arbustivo. L'indumento in genere è formato da peli semplici (raramente sono ramificati) oppure alcune specie sono glabre.

### Radici
Le radici sono normalmente tuberose ma in altri casi sono un prodotto secondario da rizoma. Il rizoma può avere un portamento più o meno obliquo.

### Fusto
Il fusto può essere prostrato o eretto, semplice o ramoso (raramente), in genere gracile, ma comunque normalmente non più alto di mezzo metro. In alcuni casi può raggiungere il metro (Stachys thirkei o Stachys palustris). La sezione del fusto è quadrata (o tetragona) a causa della presenza di fasci di collenchima posti nei quattro vertici.

### Foglie
Le foglie sono disposte in modo opposte con forme ovate (o subcuoriformi) e intere. Quelle basali sono sempre picciolate; mentre le cauline sono spesso sessili. A volte quelle basali formano una rosetta sterile (senza fusti fioriferi) e in genere sono persistenti.

### Infiorescenza
L'infiorescenza è portata in vari verticilli di tipo tirsoide (o racemo spiciforme) disposti in posizione ascellare e sovrapposti lungo il fusto. Ogni verticillo è composto da alcuni fiori disposti circolarmente (glomeruli verticillati) e poggianti su due brattee (o foglie bratteali) a forma lanceolata. Le brattee del verticillo seguente sono disposte in modo alternato. Le brattee sono oblunghe a volte pelose e a volte crenate.

### Fiori
I fiori sono ermafroditi, zigomorfi (il calice è attinomorfo), tetraciclici (con i quattro verticilli fondamentali delle Angiosperme: calice– corolla – androceo – gineceo) e pentameri (calice e corolla sono formati da cinque elementi).
- Formula fiorale. Per questa specie la formula fiorale della famiglia è la seguente:[8][10]

X, K (5), [C (2+3), A 2+2], G (2), supero, drupa (4 nucole)
- Calice: il calice è gamosepalo, attinomorfo, tubuloso o campanulato (allargato alla base), diviso in 5 sepali concresciuti triangolari a volte con una forma lievemente bilabiata. La superficie del calice in genere è irsuta ed è percorsa da 5 - 10 nervature longitudinali. Il calice è persistente.
- Corolla: la corolla gamopetala, zigomorfa, pelosa esternamente, ha la forma di un tubo lievemente ricurvo terminante con 5 lobi (i 5 petali). È divisa in 2 labbra ben sviluppate e divergenti ad angolo retto: quello superiore è diritto o arcuato verso l'alto, intero e mediamente sviluppato, con la funzione di proteggere gli organi di riproduzione dalle intemperie e dal sole; quello inferiore è diviso in 3 lobi (quello centrale è più grande, dentato e piegato verso il basso per fare da base di “atterraggio” agli insetti pronubi; mentre i due laterali sono arrotondati). In alcune specie le fauci internamente sono circondate da un anello di peli (caratteristica comune a molte "labiate" che ha lo scopo di impedire l'accesso ad insetti più piccoli e non adatti all'impollinazione).
- Androceo: l'androceo possiede quattro stami didinami e parzialmente inclusi nella corolla e posizionati sotto il labbro superiore. I filamenti sono adnati alla corolla. Le antere sono biloculari. Le teche sono più o meno distinte e divaricate (raramente sono parallele); la deiscenza è logitudinale. Gli stami dopo la fecondazione divergono e si attorcigliano. I granuli pollinici sono del tipo tricolpato o esacolpato. Il nettario è ricco di sostanze zuccherine.
- Gineceo: l'ovario, profondamente quadri-lobato, è supero formato da due carpelli saldati (ovario bicarpellare) ed è 4-loculare per la presenza di falsi setti. La placentazione è assile. L'ovario è arrotondato all'apice. Gli ovuli sono 4 (uno per ogni presunto loculo), hanno un tegumento e sono tenuinucellati (con la nocella, stadio primordiale dell'ovulo, ridotta a poche cellule).[12] Lo stilo inserito alla base dell'ovario (stilo ginobasico) è del tipo filiforme ed è incluso nella corolla. Lo stigma è bifido con due lacinie uguali.

### Frutti
Il frutto è una nucula acheniforme (schizocarpo); più precisamente è una drupa (ossia una noce) con quattro semi (uno per ovulo derivato dai due carpelli divisi a metà). Questo frutto nel caso delle Lamiaceae viene chiamato “clausa”. Le quattro (o a volte tre) parti in cui si divide il frutto principale, sono ancora dei frutti (parziali) ma monospermici (un solo seme) e privi di endosperma. La forma è da obovoide a oblunga arrotondata all'apice.

## Riproduzione
- Impollinazione: l'impollinazione avviene tramite insetti (impollinazione entomogama): ditteri, imenotteri e più raramente lepidotteri.[13][14]
- Riproduzione: la fecondazione avviene fondamentalmente tramite l'impollinazione dei fiori (vedi sopra).
- Dispersione: i semi cadendo a terra (dopo essere stati trasportati per alcuni metri dal vento – disseminazione anemocora) sono successivamente dispersi soprattutto da insetti tipo formiche (disseminazione mirmecoria).[15] Per questo scopo i semi hanno una appendice oleosa (elaisomi, sostanze ricche di grassi, proteine e zuccheri) che attrae le formiche durante i loro spostamenti alla ricerca di cibo.[16]

## Distribuzione e habitat
La distribuzione del genere copre tutto il mondo (Europa, Asia, Africa e America del Nord). Gli habitat preferiti sono i prati e pascoli incolti. Il limite dei boschi e zone rocciose per le specie di alta montagna.
Delle 23 specie  spontanee della flora italiana solo 12 vivono sull'arco alpino. La tabella seguente mette in evidenza alcuni dati relativi all'habitat, al substrato e alla distribuzione delle specie alpine.
| Specie | Comunità vegetali | Piani vegetazionali | Substrato  | pH     | Livello trofico | H2O   | Ambiente    | Zona alpina                                  |
| --- | ----------------- | ------------------- | ---------- | ------ | --------------- | ----- | ----------- | -------------------------------------------- |
| Stachys alopecuros | 10                | subalpino montano   | Ca         | basico | medio           | medio | F5 G1 G2    | Alpi centrali e orientali                    |
| Stachys alpina | 11                | subalpino montano   | Ca - Si    | neutro | alto            | medio | B6 G2 I1 I2 | Alpi centrali e orientali                    |
| Stachys annua | 2                 | collinare           | Ca - Ca/Si | basico | basso           | secco | B1          | Tutto l'arco alpino (con discontinuità)      |
| Stachys arvensis | 2                 | collinare           | Ca/Si - Si | acido  | alto            | medio | B1          | SO                                           |
| Stachys byzantina | 5                 | collinare           | Ca - Si    | neutro | alto            | secco | B2 B7       | CO                                           |
| Stachys germanica | 5                 | montano collinare   | Ca - Ca/Si | basico | medio           | arido | B2 F2       | Tutto l'arco alpino (con discontinuità)      |
| Stachys heraclea | 11                | montano collinare   | Ca         | basico | basso           | secco | B6 F2 F7 G4 | Tutto l'arco alpino (con discontinuità)      |
| Stachys officinalis | 11                | montano collinare   | Ca - Si    | neutro | medio           | medio | F3          | Tutto l'arco alpino                          |
| Stachys palustris | 11                | montano collinare   | Ca - Ca/Si | basico | medio           | umido | A4 G2       | Tutto l'arco alpino (meno frequente a ovest) |
| Stachys pradica | 10                | subalpino           | Ca - Ca/Si | neutro | basso           | secco | F5 G1       | Tutto l'arco alpino                          |
| Stachys recta | 9                 | montano collinare   | Ca - Si    | basico | basso           | arido | F2          | Tutto l'arco alpino                          |
| Stachys sylvatica | 14                | montano collinare   | Ca - Si    | neutro | alto            | umido | B6 I2       | Tutto l'arco alpino                          |
| Legenda e note alla tabella. Substrato con “Ca/Si” si intendono rocce di carattere intermedio (calcari silicei e simili); vengono prese in considerazione solo le zone alpine del territorio italiano (sono indicate le sigle delle province). Comunità vegetali: 2 = comunità terofitiche pioniere nitrofile; 5 = comunità perenni nitrofile; 9 = comunità a emicriptofite e camefite delle praterie rase magre secche; 10 = comunità delle praterie rase dei piani subalpino e alpino con dominanza di emicriptofite; 11 = comunità delle macro- e megaforbie terrestri; 14 = comunità forestali. Ambienti: A4 = ambienti umidi, temporaneamente inondati o a umidità variabile; B1 = campi, colture e incolti; B2 = ambienti ruderali, scarpate; B6 = tagli rasi forestali, schiarite, strade forestali; B7 = parchi, giardini, terreni sportivi; F2 = praterie rase, prati e pascoli dal piano collinare al subalpino; F3 = prati e pascoli mesofili e igrofili; F5 = praterie rase subalpine e alpine; F7 = margini erbacei dei boschi; G1 = lande e popolamenti a lavanda; G2 = praterie rase dal piano collinare a quello alpino; G4 = arbusteti e margini dei boschi; I1 = boschi di conifere; I2 = boschi di latifoglie. |                   |                     |            |        |                 |       |             |                                              |

## Tassonomia
La famiglia di appartenenza della specie (Lamiaceae), molto numerosa con circa 250 generi e quasi 7000 specie, ha il principale centro di differenziazione nel bacino del Mediterraneo e sono piante per lo più xerofile (in Brasile sono presenti anche specie arboree). Per la presenza di sostanze aromatiche, molte specie di questa famiglia sono usate in cucina come condimento, in profumeria, liquoreria e farmacia. Il genere Stachys comprende più di 300 specie con una distribuzione cosmopolita (ad eccezione dell'Australia e Nuova Zelanda), due dozzine delle quali vivono spontaneamente in Italia. Nell'ambito della famiglia il genere Stachys è descritto all'interno della tribù Stachydeae Dumort., 1827  (sottofamiglia Lamioideae Harley, 2003). Nelle classificazioni meno recenti la famiglia Lamiaceae viene chiamata Labiatae.

### Filogenesi

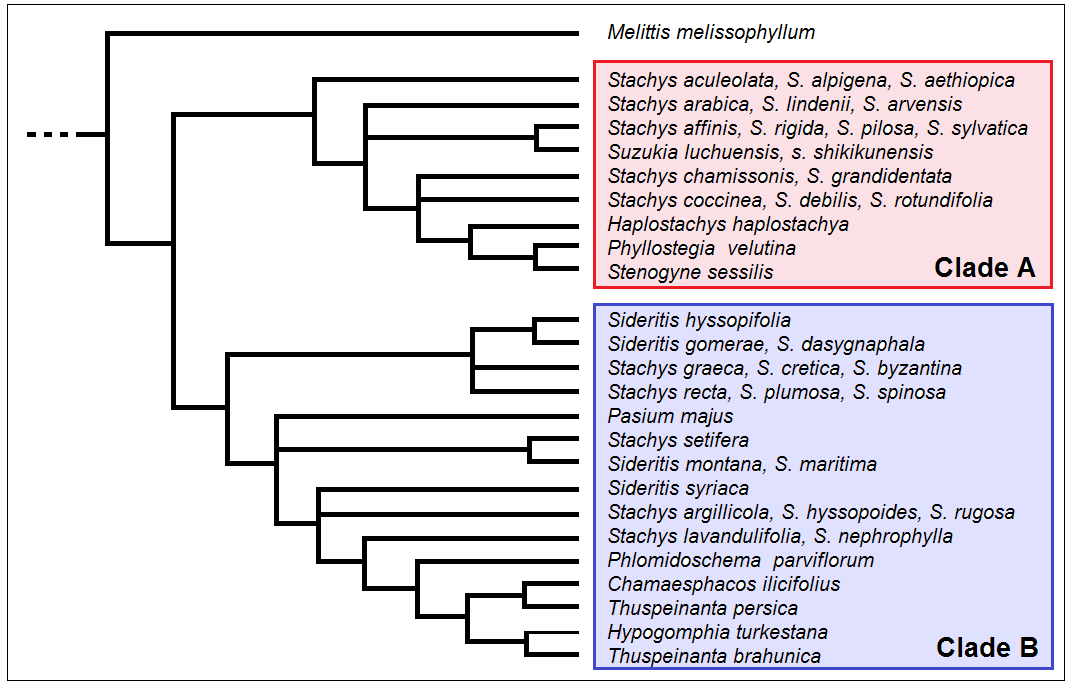
Cladogramma di alcune specie del genere

Il genere Stachys è il gruppo più numeroso della tribù di appartenenza (Stachydeae). La tribù in base alle ultime analisi di tipo filogenetico risulta divisa in due grandi cladi ben supportati (clade A e clade B): le diverse specie del genere di questa voce si trovano distribuite in entrambi i cladi per cui il cosmopolita Stachys risulta un gruppo innaturale e non omogeneo. Al suo interno sono nidificati diversi gruppi (Sideritis, Prasium , Phlomidoschema e altri ancora).
Il cladogramma a lato, tratto dallo studio citato e semplificato, dimostra la struttura interna del genere con alcune sue specie.

### Specie spontanee italiane
Per meglio comprendere ed individuare le varie specie del genere (solamente per le specie spontanee della flora italiana) l'elenco seguente utilizza in parte il sistema delle chiavi analitiche (vengono cioè indicate solamente quelle caratteristiche utili a distingue una specie dall'altra).
- Gruppo 1A: alla base dei fiori è presente una bratteola lineare lunga come il tubo del calice (lunga 12 mm); ciascun verticillo dell'infiorescenza è sotteso da una coppia di foglie bratteali;

- Gruppo 2A: le foglie basali formano una rosetta persistente, sono peduncolate e sono più grandi di quelle cauline che sono più o meno sessili;

- Gruppo 3A: la corolla è gialla con internamente un anello di peli; il labbro superiore è bilobo;

- Stachys alopecuros (L.) Bentham - Betonica bianca: l'altezza è di 2 - 4 dm; il ciclo biologico è perenne; la forma biologica è emicriptofita scaposa (H scap); il tipo corologico è Orofita - Sud Europeo; l'habitat tipico sono i pascoli subalpini, i prati aridi e le rupi su calcare; la distribuzione sul territorio italiano è discontinua tra il Nord e il Centro fino a un'altitudine compresa tra 300 e 2300 m s.l.m..

- Gruppo 3B: la corolla è rosea o purpurea (raramente è bianca) priva dell'anello di peli; il labbro superiore è intero;

- Stachys pradica (Zanted) Greuter & Pignatti - Betonica densiflora: il calice è lungo 13 - 15 mm e la corolla è lunga 18 - 20 mm. L'altezza è di 12 - 20 cm; il ciclo biologico è perenne; la forma biologica è emicriptofita scaposa (H scap); il tipo corologico è Orofita - Sud Ovest Europeo; l'habitat tipico sono i pascoli d'altitudine e le brughiere subalpine; sul territorio italiano si trova solamente al Nord fino a un'altitudine compresa tra 1300 e 2300 m s.l.m..
- Stachys officinalis (L.) Trevisan - Betonica comune: il calice è lungo meno di 5 mm e la corolla è lunga 10 - 12 mm. L'altezza è di 2 - 4 dm; il ciclo biologico è perenne; la forma biologica è emicriptofita scaposa (H scap); il tipo corologico è Europeo - Caucasico; l'habitat tipico sono i prati aridi, i pascoli nardeti e molinieti; la distribuzione sul territorio italiano è completa (isole escluse) fino a un'altitudine di 1800 m s.l.m..

- Gruppo 2B: le foglie basali sono decidue e più o meno simili a quelle cauline;

- Gruppo 4A: il labbro superiore della corolla è intero o lievemente bilobo;

- Gruppo 5A: il fusto è ricoperto di peli ghiandolari; le foglie medie hanno una lamina a forma ovale (larghezza 5 - 8 cm);

- Stachys alpina L. - Stregona alpina: l'altezza è di 4 - 8 dm; il ciclo biologico è perenne; la forma biologica è emicriptofita scaposa (H scap); il tipo corologico è Orofita Sud Europeo; l'habitat tipico sono le radure boschive e i cedui; la distribuzione sul territorio italiano è al Nord e al Centro fino a un'altitudine compresa tra 600 e 2000 m s.l.m..

- Gruppo 5B (Gruppo di Stachys germanica): il fusto non è ricoperto di peli ghiandolari; le foglie medie hanno una lamina a forma lanceolata (larghezza 1 - 2 cm;

- Gruppo 6A: il calice è privo di peli ghiandolari;

- Gruppo 7A: la base delle foglie è Glossario botanico#cordata e i margini sono crenato-dentellati; i denti del calice sono ineguali (calice più o meno zigomorfo);

- Stachys germanica L. - Stregona germanica: l'altezza è di 3 - 6 dm; il ciclo biologico è perenne; la forma biologica è emicriptofita scaposa (H scap); il tipo corologico è Euri-Mediterraneo; l'habitat tipico sono i prati incolti; la distribuzione sul territorio italiano è completa fino a un'altitudine di 1400 m s.l.m..

- Gruppo 7B: la base delle foglie è cuneata e i margini sono appena crenulati (quasi interi); i denti del calice sono uguali;

- Stachys cretica L. - Stregona con foglie di salvia (Stachys salviifolia Ten. in Pignatti): tutta la pianta è grigio-tomentosa; la superficie delle foglie è visibile tra i peli; i denti del calice sono lunghi come 1/2 del tubo. L'altezza è di 3 - 6 dm; il ciclo biologico è perenne; la forma biologica è emicriptofita scaposa (H scap); il tipo corologico è Nord Est Mediterraneo; l'habitat tipico sono i pascoli e gli incolti; la distribuzione sul territorio italiano è al Centro e al Sud (Sicilia compresa) fino a un'altitudine di 1400 m s.l.m..
- Stachys byzantina  K. Koch - Stregona candida: tutta la pianta è bianco-lanosa; la superficie delle foglie non è visibile tra i peli; i denti del calice sono lunghi come 1/3 del tubo. L'altezza è di 2 - 8 dm; il ciclo biologico è perenne; la forma biologica è emicriptofita scaposa (H scap); il tipo corologico è Est Mediterraneo; l'habitat tipico sono i pascoli e gli incolti su calcare; la distribuzione sul territorio italiano è scarsa e discontinua fino a una altitudine di 1650 m s.l.m..

- Gruppo 6B: i peli ghiandolari sono presenti almeno sui denti del calice;

- Gruppo 8A: il fusto è grigio-tomentoso o bianco-tomentoso almeno nella parte basale;

- Gruppo 9A: la base delle foglie è cordata; i denti del calice sono ineguali;

- Stachys tymphaea Hausskn. - Stregona ghiandolosa: l'altezza è di 2 - 5 dm; il ciclo biologico è perenne; la forma biologica è emicriptofita scaposa (H scap); il tipo corologico è Nord Est Mediterraneo; l'habitat tipico sono i pascoli e gli incolti su calcare; la distribuzione sul territorio italiano è al Centro e al Sud (isole escluse) fino a una altitudine compresa tra 800 e 2000 m s.l.m..

- Gruppo 9B: le foglie inferiori hanno la base cuneata; i denti del calice sono più o meno uguali;

- Stachys thirkei Koch. - Stregona balcanica: i denti del calice alla fruttificazione sono ricurvi.  L'altezza è di 3 - 10 dm; il ciclo biologico è perenne; la forma biologica è emicriptofita scaposa (H scap); il tipo corologico è Nord Est Mediterraneo; la distribuzione sul territorio italiano è al Sud.
- Stachys cretica L. - Stregona con foglie di salvia: i denti del calice sono più o meno diritti. (Vedi Gruppo 7B)

- Gruppo 8B: le foglie sono sparsamente tomentose, verdi o grigio-verdi su entrambe le facce;

- Stachys heraclea All. - Stregona ventrazza: l'altezza è di 2 - 6 dm; il ciclo biologico è perenne; la forma biologica è emicriptofita scaposa (H scap); il tipo corologico è Orofita - Nord Ovest Mediterraneo; l'habitat tipico sono i pascoli e gli incolti su calcare; la distribuzione sul territorio italiano è al Centro e al Sud fino a una altitudine compresa tra 300 e 1900 m s.l.m..

- Gruppo 4B:  il labbro superiore della corolla è profondamente bifido;

- Stachys germanica subsp. cordigera Briq., 1893 - Distribuzione: Penisola Iberica e Marocco (non presente in Italia).

- Gruppo 1B: i fiori sono raggruppati in verticillastri all'ascella di una coppia di foglie bratteali; le bratteole lineari sono assenti (o se presenti sono minori della lunghezza del tubo del calice);

- Gruppo 10A: il ciclo biologico delle piante è perenne;

- Gruppo 11A: il portamento delle piante è erbaceo (eventualmente legnoso alla base); le bratteole sono assenti;

- Gruppo 12A: il colore della corolla è roseo, rosso o purpureo;

- Gruppo 13A: la lamina delle foglie superiori è 3 - 6 volte più lunga che larga;

- Stachys palustris L. - Stregona palustre: le foglie sono lunghe 6 - 12 cm; il labbro superiore della corolla è intero. L'altezza è di 3 - 12 dm; il ciclo biologico è perenne; la forma biologica è emicriptofita scaposa (H scap); il tipo corologico è Circumboreale; l'habitat tipico sono le sponde, gli alvei fluviali e le paludi; la distribuzione sul territorio italiano è al Nord e al Centro fino a una altitudine di 1300 m s.l.m..
- Stachys arenaria Vahl - Stregona arenaria: le foglie sono lunghe 2 - 6 cm; il labbro superiore della corolla è bifido. L'altezza è di 2 - 8 dm; il ciclo biologico è perenne; la forma biologica è emicriptofita scaposa (H scap); il tipo corologico è Ovest (Steno-) Mediterraneo; l'habitat tipico sono i pascoli aridi; la distribuzione sul territorio italiano è al Sud fino a una altitudine di 600 m s.l.m..

- Gruppo 13B: la lamina delle foglie superiori è 1,2 - 2 volte più lunga che larga;

- Stachys sylvatica L. - Stregona dei boschi: il fusto è eretto e robusto; le foglie sono lunghe 7 - 10 cm. L'altezza è di 4 - 6 dm; il ciclo biologico è perenne; la forma biologica è emicriptofita scaposa (H scap); il tipo corologico è Eurosiberiano; l'habitat tipico sono i boschi di latifoglie su terreno umido, radure e schiarite; la distribuzione sul territorio italiano è completa fino a una altitudine di 1700 m s.l.m..
- Stachys corsica Pers. - Stregona di Corsica: i fusti hanno un portamento prostrato e sono gracili; le foglie sono lunghe 10 - 15 cm. L'altezza è di 5 - 25 cm; il ciclo biologico è perenne; la forma biologica è emicriptofita reptante (H rept); il tipo corologico è Endemico; l'habitat tipico sono gli anfratti umidi e le sorgenti; la distribuzione è relativa alla Sardegna e Corsica fino a una altitudine compresa tra 800 e 2000 m s.l.m..

- Gruppo 12B: il colore della corolla è giallo o biancastro (a volte con chiazze brune);

- Gruppo 14A: le foglie basali formano una rosetta persistente;

- Stachys maritima Gouan - Stregona marittima: i peli del calice sono semplici. L'altezza è di 1 - 3 dm; il ciclo biologico è perenne; la forma biologica è emicriptofita scaposa (H scap); il tipo corologico è Steno - Mediterraneo; l'habitat tipico sono le spiagge e le dune marittime; la distribuzione sul territorio italiano è completa (isole escluse).
- Stachys pubescens Ten. - Stregona meridionale: la pelosità del calice è formata da ghiandole sessili. L'altezza è di 2 - 4 dm; il ciclo biologico è perenne; la forma biologica emicriptofita scaposa (H scap) il tipo corologico è Est Mediterraneo; l'habitat tipico sono i pascoli aridi; la distribuzione sul territorio italiano è discontinua (Veneto e Sud) fino a una altitudine di 600 m s.l.m..

- Gruppo 14B: non sono presenti rosette e le foglie basali sono decidue;

- Stachys recta All. - Stregona gialla: l'altezza è di 2 - 4 dm; il ciclo biologico è perenne; la forma biologica è emicriptofita scaposa (H scap); il tipo corologico è Orofita - Nord Mediterraneo; l'habitat tipico sono le rupi, le pietraie e i prati aridi su calcare; la distribuzione sul territorio italiano è completa (isole escluse) fino a una altitudine di 2100 m s.l.m..

- Gruppo 11B: il portamento di queste piante è cespuglioso con rami spinosi; le bratteole sono presenti e sono lunghe 1/4 - 1/2 della lunghezza del tubo del calice;

- Stachys glutinosa L. - Stregona spinosa: l'altezza è di 3 - 5 dm; il ciclo biologico è perenne; la forma biologica è camefita fruticosa (Ch frut); il tipo corologico è Endemico; l'habitat tipico sono i pendii aridi e le creste ventose; la distribuzione è relativa alla Sardegna e Corsica fino a una altitudine di 1800 m s.l.m..

- Gruppo 10B: il ciclo biologico delle piante è annuo;

- Gruppo 15A: il calice è lungo 7 - 9 mm;

- Stachys ocymastrum (L.) Briq.: il colore della corolla è giallo-biancastro; il labbro superiore è bifido. L'altezza è di 5 - 25 cm; il ciclo biologico è annuo; la forma biologica è terofita scaposa (T scap); il tipo corologico è Ovest Mediterraneo (Stenomed.); l'habitat tipico sono i pascoli aridi e gli incolti; la distribuzione sul territorio italiano è al Centro e al Sud (isole comprese) fino a una altitudine di 800 m s.l.m..
- Stachys marrubiifolia Viv. - Stregona tirrenica: il colore della corolla è roseo; il labbro superiore è intero. L'altezza è di 1 - 4 dm; il ciclo biologico è annuo; la forma biologica è terofita scaposa (T scap); il tipo corologico è Ovest Mediterraneo (Stenomed.); l'habitat tipico sono i pascoli aridi e gli incolti; la distribuzione sul territorio italiano è relativa alla Campania fino a una altitudine di 300 m s.l.m..

- Gruppo 15B: il calice è lungo 5 - 7 mm;

- Stachys annua (L.) L. - Stregona annuale: il colore della corolla è giallo-pallido ed è lunga 9 - 12 mm. L'altezza è di 10 - 35 cm; il ciclo biologico è annuo; la forma biologica è terofita scaposa (T scap); il tipo corologico è Euri-Mediterraneo (Archeofita); l'habitat tipico sono i campi, gli orti e le vigne su substrato calcareo; la distribuzione sul territorio italiano è relativa al versante tirrenico fino a una altitudine di 800 m s.l.m..
- Stachys arvensis (L.) L. - Stregona minore: il colore della corolla è bianco-roseo o purpureo ed è lunga 5 - 7 mm. L'altezza è di 4 - 40 cm; il ciclo biologico è annuo; la forma biologica è terofita scaposa (T scap); il tipo corologico è Europeo (Subatlantico); l'habitat tipico sono i campi e le vigne su substrato siliceo; la distribuzione sul territorio italiano è relativa al versante tirrenico fino a una altitudine di 600 m s.l.m..

### Sinonimi
L'entità di questa voce ha avuto nel tempo diverse nomenclature. L'elenco seguente indica alcuni tra i sinonimi più frequenti:
- Aspasia E. Mey. ex Pfeiff.
- Betonica  L.
- Bonamya  Neck.
- Eriostemum  Steud.
- Eriostomum  Hoffmanns. & Link
- Galeopsis  Hill
- Galeopsis  Moench
- Lamiostachys  Krestovsk.
- Menitskia  (Krestovsk.) Krestovsk.
- Olisia  Spach
- Ortostachys  Fourr.
- Stachyus  St.-Lag.
- Tetrahitum  Hoffmanns. & Link
- Trixago  Haller
- Trixella  Fourr.
- Zietenia  Gled.

## Biologia
Alcune specie del genere Stachys sono utilizzate come cibo dalla larve di alcuni lepidotteri Coleophora (Auricella  - Lineolea - Wockeella).

## Usi

### Farmacia
Anticamente la betonica era considerata un'erba medicinale pronta a guarire moltissime malattie.
- Componenti: queste piante fra l'altro contengono acido rosmarinico, acido oleanolico, acido betulinico e tannini. Dai tuberi di alcune specie si può estrarre lo stachiosio, un oligosaccaride.
- Proprietà: secondo la medicina popolare hanno (tra le altre) proprietà antibiotiche, antipiretiche, antisettiche, antispasmodiche, astringenti, diuretiche, febbrifughe e ipotensive.

### Cucina
Molte piante del genere sono coltivate per i tuberi eduli. Stachys affinis (o S. sieboldii): è la specie più importante dal punto di vista alimentare (chiamato anche “carciofo cinese”). Produce dei tuberi eduli. È originaria dell'estremo oriente: Cina e Giappone (ma secondo altri dall'Egitto). La sua introduzione in Europa risale a metà del XIX secolo ed è molto ricercata per la preparazione di squisiti piatti. Anche Stachys palustris produce tuberetti mangerecci.
La stachys è una pianta mellifera e si può ottenere un miele, ma purtroppo non è molto abbondante e la produzione è scarsa.

### Giardinaggio
Le specie ornamentali sono coltivate oltre che per il fiore anche per la bellezza delle foglie. Specie coltivate (non spontanee in Italia) sono Stachys byzantina (syn. S.lanata) ricercata per le sue foglie bianche e lanose, adatta quindi per bordure di aiuole; oppure Stachys grandiflora  (alta oltre 30 cm) con grandi infiorescenze dal bel colore viola.